# Hongqi H9
El Hongqi H9 és un cotxe de luxe produït pel grup FAW baix la marca Hongqi.

## Història
L'H9 es va presentar l'abril de 2020. Es troba al mercat xinès des de l'agost de 2020. El 2020 es llançà una versió llarga del vehicle. El vehicle es va llançar a Dubai el desembre de 2020.

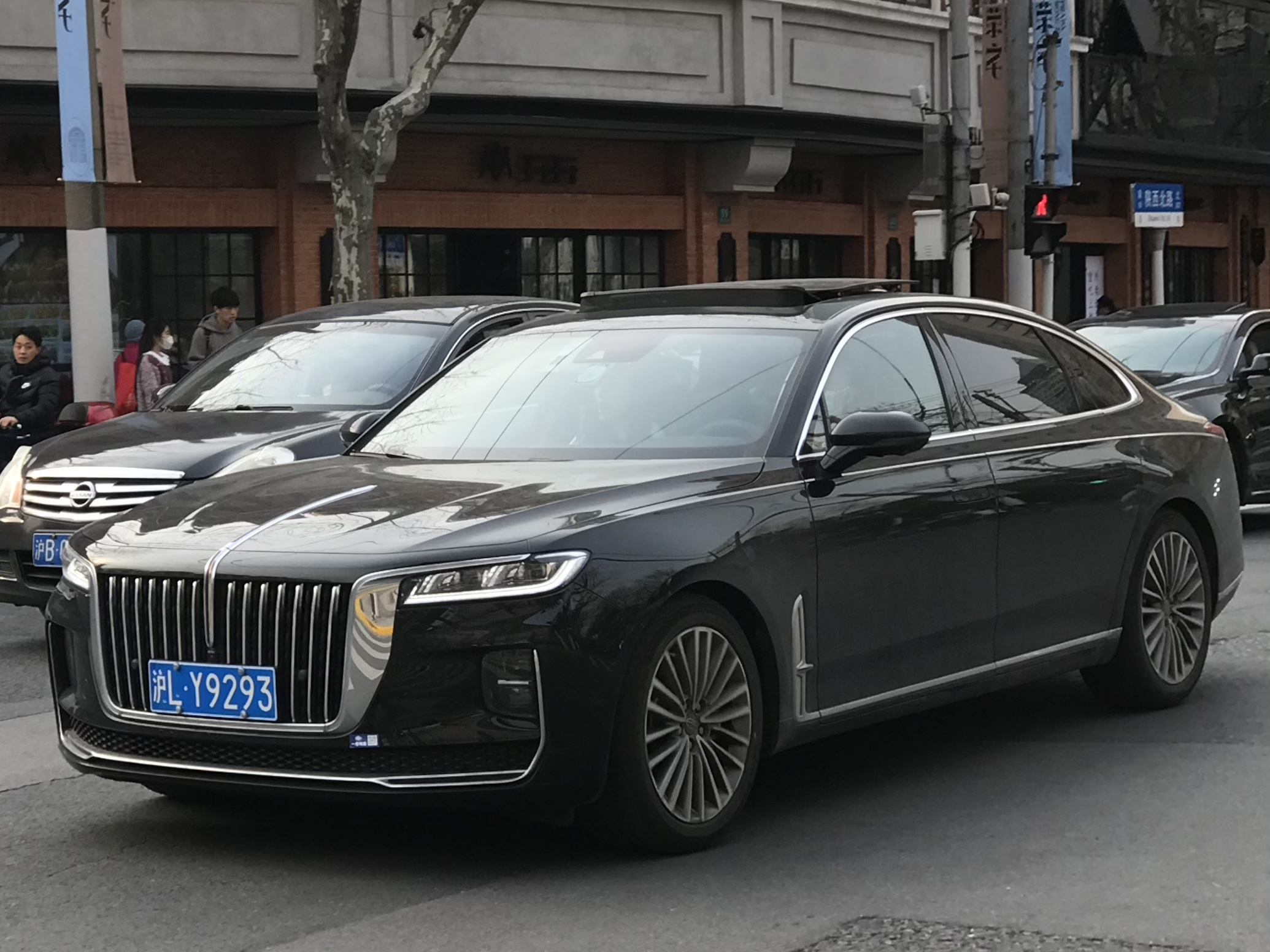
Hongqi H9 front view with the sunroof open
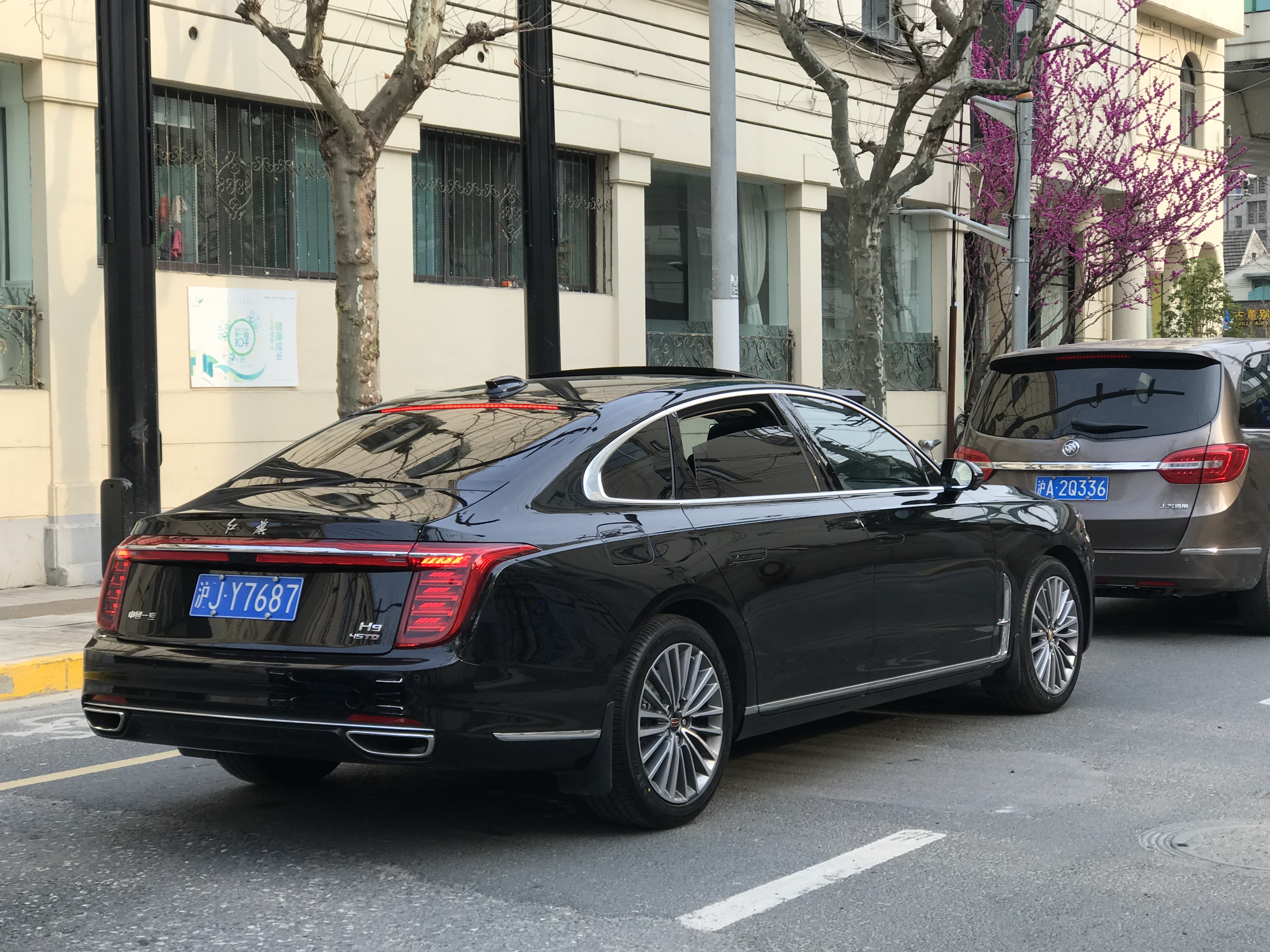
Hongqi H9 rear
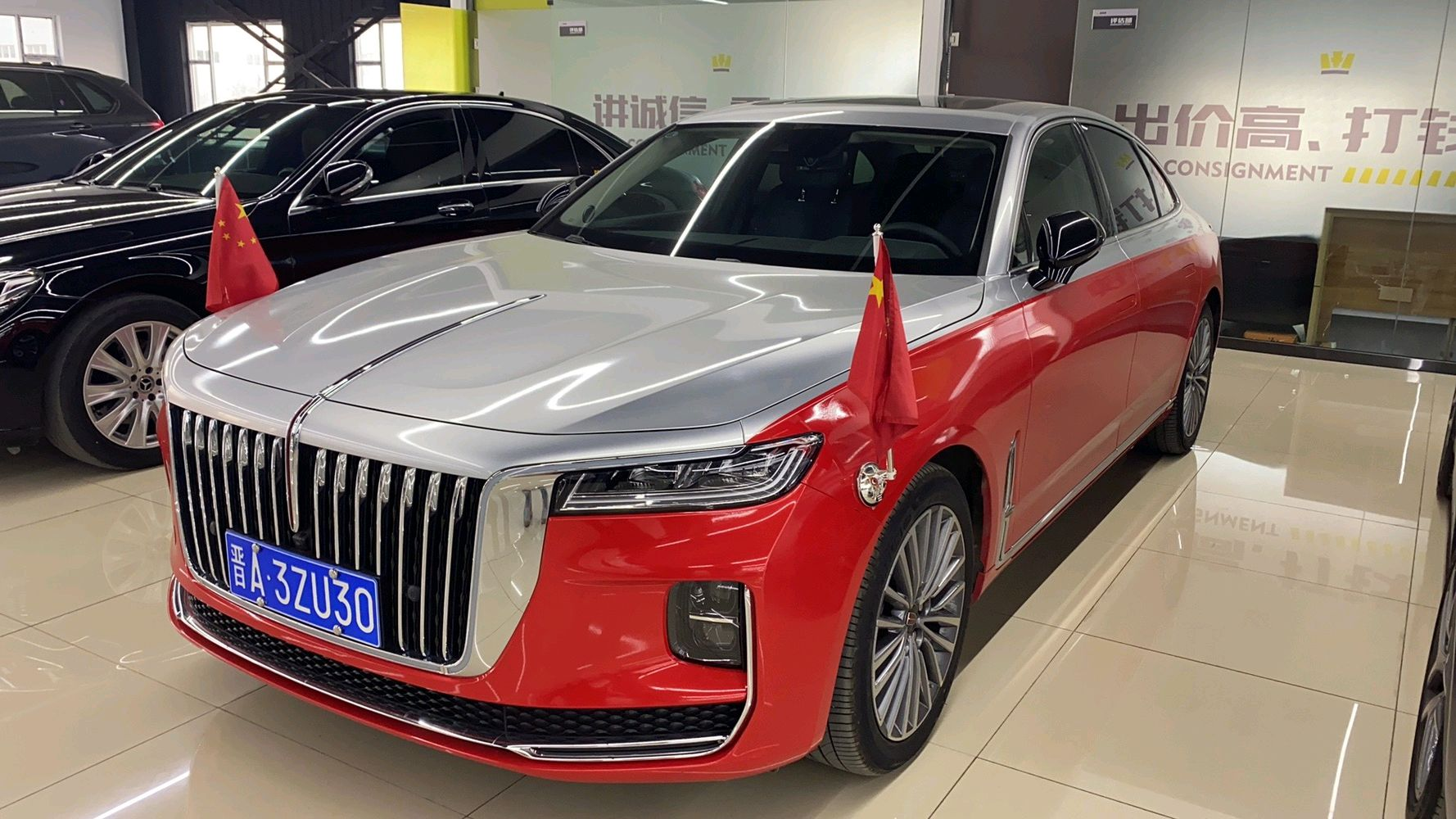
Hongqi H9 in its two-tone paintwork (quarter view)

## Especificacions tècniques
L'H9 funciona amb un motor de gasolina turboalimentat de dos litres més un sistema híbrid suau de 48 V amb 185 kW (252 hp) o un motor de gasolina sobrealimentat de tres litres amb 208 kW (283 hp). Les dos variants tenen tracció posterior i transmissió de doble embragatge de 7 velocitats.